# Glen Kidston

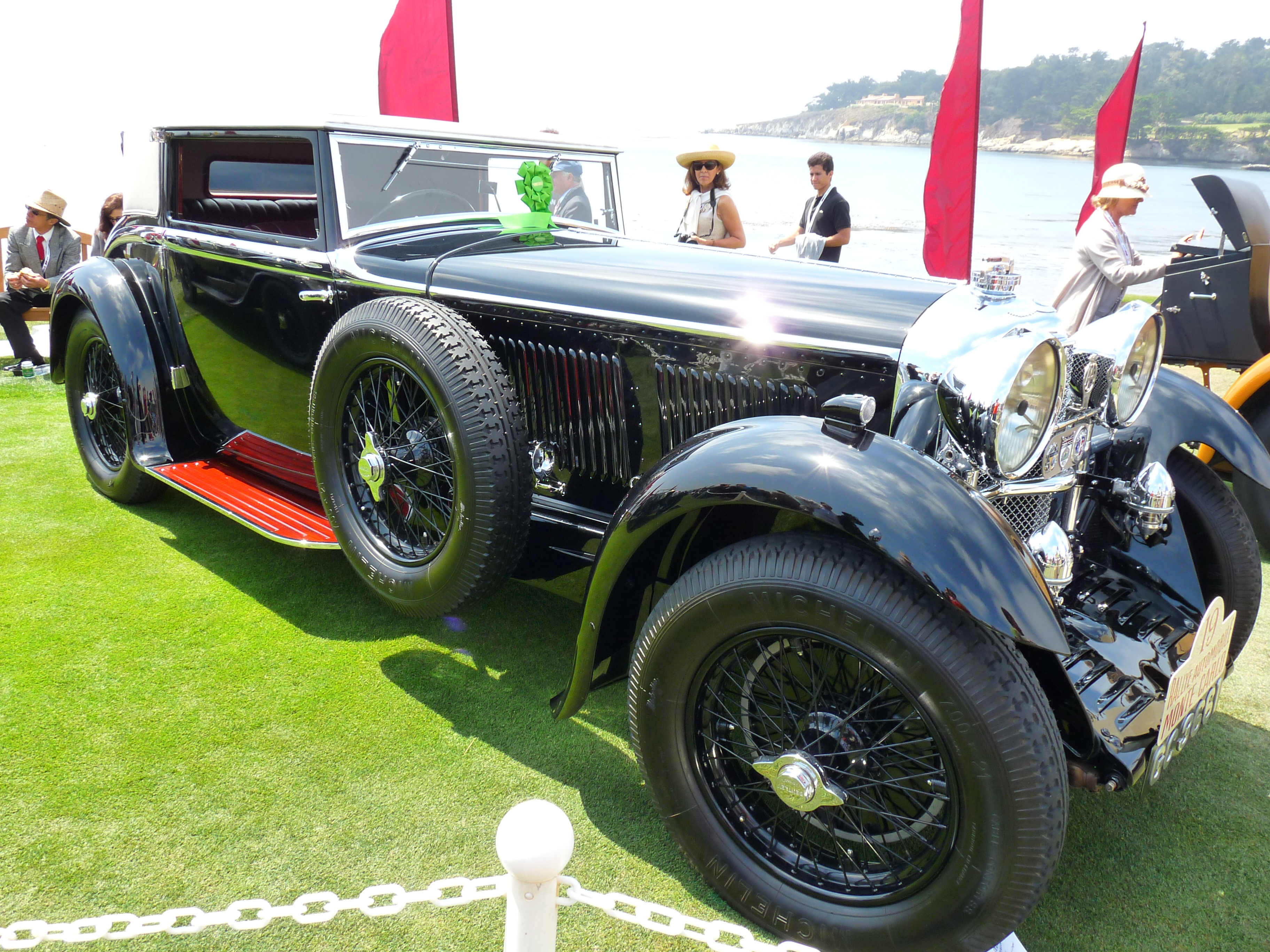
La Bentley Speed Six Sportsman's Coupe de G. Kidston lors du Rallye Monte Carlo 1930.

Le Lieutenant Commandant George Pearson Glen Kidston (23 janvier 1899 – 5 mai 1931) est un pilote automobile et aviateur britannique, l'un des Bentley Boys.

## Biographie
Durant le premier conflit mondial, il sert dans la Royal Navy. Le 22 septembre 1914, il est torpillé à deux reprises à bord des navires HMS Aboukir puis Hogue, coulés coup sur coup par le commandant de l'U-9, Otto Weddigen. Il participe ensuite à la bataille du Jutland, et devient ultérieurement commandant sous-marinier. Il aide également à la mise au point du HMS X1, et fin 1926 il assume les responsabilités de Lieutenant Commander à bord du Beardmore H24, un bâtiment de classe H.
Il concourt par la suite notamment au Tourist Trophy motocycliste de l'île de Man, ainsi qu'aux course de côte de Shelsley Walsh et de Hong Kong (sur une motocyclette Sunbeam, qu'il n'hésite pas à embarquer à bord de l'un de ses sous-marin lors d'une patrouille en mer de Chine méridionale).
En 1929 il termine second de la Éireann Cup à Phoenix Park sur Bentley lors du Grand Prix d'Irlande, (vainqueur Boris Ivanowski, troisième Sir Henry Birkin également sur Bentley). Durant cette période il court avec une Bugatti personnelle pour la première fois de la marque une épreuve en Grande-Bretagne. Il finit encore deuxième lors des 24 Heures du Mans, associé à Jack Lawson Dunfee sur une Bentley 4½ Litre. À la fin de l'année il échappe une nouvelle fois de peu à la mort, lors d'un accident d'avion près de Croydon; souffrant de brûlure étendues il est hospitalisé.
En 1930, il remporte les 24 Heures du Mans avec Woolf Barnato, au volant d'une Bentley Speed Six (quatre voitures de la marque aux quatre premières places). Auparavant en janvier, il participe au Rallye Monte-Carlo sur Bentley 4.5 litre Gurney Nutting FH Coupe (abandon).
Glen Kidston s'illustre alors comme aviateur, reliant notamment Londres au Cap en 6 jours et 10 heures à bord de son propre monoplan Lockheed Vega le 6 avril 1931, soit 12 900 kilomètres à une vitesse moyenne record de 211 km/h.
Le 5 mai 1931, il perd la vie dans un accident d'avion à Mauba en Afrique du Sud, avec son compagnon de route l'aviateur sud-africain Gladston à bord d'un de Havilland DH.80A Puss Moth disloqué en vol en traversant une tempête de sable au-dessus des montagnes du Drakensberg,. Une stèle locale faite d'une hélice en aluminium sertie dans le marbre commémore la tragédie pour les aviateurs de passage. Barbara Cartland -qui le connut intimement- prénomma son fils Glen en son honneur.
Il est enterré au cimetière de St. Peter's (Glasbury-upon-Wye).